# Balakhani
Balakhani (ryska: Балаханы, azerbajdzjanska: Balaxanı) är en ort i Azerbajdzjan.   Den ligger i distriktet Baku, i den östra delen av landet, 10 kilometer norr om huvudstaden Baku. Balakhani ligger 57 meter över havet och antalet invånare är 10 863.
Terrängen runt Balakhani är huvudsakligen platt. Balakhani ligger uppe på en höjd. Runt Balakhani är det tätbefolkat, med 982 invånare per kvadratkilometer.. Närmaste större samhälle är Baku, 9,8 kilometer söder om Balakhani. 
Omgivningarna runt Balakhani är i huvudsak ett öppet busklandskap.